# Долгоруков, Александр Сергеевич
Князь Алекса́ндр Серге́евич Долгору́ков (Долгору́кий) (1841, Черниговская губерния — 1912, Санкт-Петербург) — обер-гофмаршал (1899), член Государственного совета, обер-церемонийместер на коронации Александра III (1883) и верховный церемониймейстер на коронации Николая II и Александры Фёдоровны.

## Биография
Сын действительного тайного советника князя Сергея Алексеевича Долгорукова и графини Марии Александровны Апраксиной (1816—1892). Родился в малороссийском имении Вишенки.
Первоначальное образование получил дома, затем воспитывался в Пажеском корпусе, однако курса не окончил. В 1858 году поступил на службу в Первое отделение Собственной Е. И. В. канцелярии. В следующем году был переведен в Министерство иностранных дел. В 1860 году был определен в императорскую миссию в Берлине, а в 1861 году — переведен в посольство в Париже. Затем состоял прикомандированным к канцелярии иностранных дел сверх штата (1863—1867) и в ведомстве Министерства иностранных дел без содержания (1867—1883). Дослужился до чина коллежского советника (1881).
С 1861 года состоял в придворном звании камер-юнкера. 15 мая 1883 года был пожалован в церемониймейстеры и назначен исполняющим должность обер-церемониймейстера на коронационных торжествах 1883 года. В 1890 году был пожалован в обер-церемониймейстеры. Был верховным церемониймейстером на коронации Николая II и Александры Фёдоровны. В 1899 году был пожалован в обер-гофмаршалы.
Крупный землевладелец (63400 десятин), владел двумя сахарными заводами в Черниговской губернии. Входил в правление Русско-бельгийского общества производства состава Фавье и химических продуктов. Состоял членом, а с 1899 года — почетным членом Совета торговли и мануфактур Министерства финансов, членом Особого совещания о нуждах сельскохозяйственной промышленности (1902—1905) и Особого комитета по делам земельного кредита (с 1904). Кроме того, состоял пожизненным почетным членом Сергиевского общества хоругвеносцев в Богородске Московской губернии (с 1895), членом Совета Санкт-Петербургского центрального училища рисования барона Штиглица (с 1901), действительным членом Вольно-экономического общества (с 1887), Общества ревнителей русского исторического просвещения (с 1897), Российского общества плодоводства, а также Яхт-клуба в Санкт-Петербурге.
6 мая 1905 года назначен членом Государственного совета, с оставлением в чине обер-гофмаршала. Входил в Кружок внепартийного объединения.
Скончался 7 (20) июня 1912 года в Санкт-Петербурге от язвы желудка и камней в печени. Похоронен на кладбище Александро-Невской лавры.

## Семья

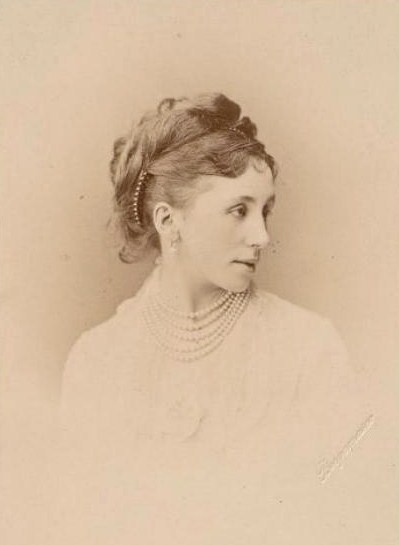
Ольга Петровна Долгорукова

Жена (с 7 апреля 1868 года) — графиня Ольга Петровна Шувалова (04.08.1848—21.09.1927), дочь Петра Павловича Шувалова от его брака с Софьей Львовной Нарышкиной. Родилась в Петербурге, крещена 28 августа 1848 года в церкви  Иоанна-Предтеча при Каменноостровском дворце при восприемстве графа А. П. Шувалова и бабушки Ольги Нарышкиной. Будучи фрейлиной двора (с 31.03.1868), вышла замуж за князя Долгорукова. Благодаря этому браку он стал одним из самых богатых землевладельцев России. Занимала высокое положение при дворе, была пожалована в кавалерственные дамы ордена Святой Екатерины (меньшого креста) (18.05.1896), а позднее в статс-дамы двора (1912). Последняя владелица имения Мисхор, откуда в апреле 1919 года вместе с внучкой Софьей была эвакуирована на английском крейсере «Мальборо» на Мальту. Позже проживала в Англии и во Франции, умерла в Версале. Похоронена на Новом кладбище в Нёйи, под Парижем. Дети:
- Мария (1869—1949) — супруга Юрия (Георгия) Ивановича Трубецкого (1866—1926)[7].
- Софья (1870—1957) — с 1893 года замужем за графом Николаем Павловичем Ферзеном (1858—1921).
- Сергей (1872—1933) — женат на Ирине Васильевне Нарышкиной (1879—1917), которая в первом браке, закончившемся разводом в 1913 году, была супругой Иллариона Илларионовича Воронцова-Дашкова.
- Ольга (1873—1946), фрейлина, вышла замуж (15 июля 1892 года) в Баден-Бадене стала женой австрийского князя Гуго фон Дитрихштейна (старший сын министра иностранных дел графа Менсдорф-Пули, который приходился двоюродным братом королеве Виктории).
- Пётр (10.06.1883—1925) — в 1903—1911 женат на Софье Алексеевне Бобринской, после развода женат вторым браком, с 1917 г.[8], на Анне Леонтьевне Михайловой (1888—1968).
- Маргарита (10.06.1883[9]—13.03.1884), близнец с братом, крещена вместе с ним 22 июня 1883 года в Исаакиевском соборе, умерла от воспаления легких.
- Варвара (07.12.1885—1980) — 27 апреля 1908 года в Петербурге вышла замуж за Николая Васильевича Кочубея (1885—после 1931), внука сенатора А. В. Кочубея.

## Награды
- Кавалер Большого креста ордена Почётного легиона (10 ноября 1864, Франция)[10];
- Орден Святого Станислава 1-й ст. (1885);
- Орден Святой Анны 1-й ст. (1888);
- Орден Святого Владимира 2-й ст. (1894);
- Орден Белого Орла (1896);
- Кавалер Большого креста Королевского венгерского ордена Святого Стефана (1896, Австро-Венгрия);
- Орден Святого Александра Невского (1904);
- алмазные знаки к ордену Св. Александра Невского (1908);
- Орден Святого Владимира 1-й ст. (1908).